# 七福神 (バンド)
七福神は、かつて存在した日本のバンド。同名の七福神 (沢田研二のバックバンド)とは異なる。

## 概要
深井真理とコスミック・インベンションのボーカル＆ドラムだった森岡みまを女性ツインボーカル兼パーカッションとした、8人組編成。
シングル・アルバムを各1枚づつリリースした後解散。

## メンバー
- 深井真理（Percussion）・（Vocal）
- 森岡みま（Percussion）・（Vocal）
- Jimi（Bass）
- 大竹亨（Guitar）
- 椎名邦仁（Guitar）
- 沼井雅之（Keyboard）
- 山田達也（Drums）
- 若林忠宏（Sitar）

ディスコグラフィ

### シングル
- The Magic Carpet（1988年）
  - 作詞:阿部敏郎・松本一起
  - 作曲:Take

### アルバム
- 七福神（SHICHI-FUKU-JIN）（1988年6月21日）

1. The Magic Carpet
2. Coming Down
3. Be Here Now
4. Gin-Gin
5. One Day
6. ええじゃないか
7. Love So Easy
8. お手を拝借
9. One Big Love
10. Out From A Mirror
11. Electrical Parade

## ライブ
- 1988年8月26日 CLUB QUATTRO渋谷
- 1988年12月11日 日清パワーステーション
- 1989年1月30日 CLUB CITTA'川崎